# Lista personajelor din Kaleido Star
Aceasta lista cuprinde toate personajele din seria anime Kaleido Star:

## Personaje principale
- Sora Naegino este personajul principal al anime-ului. Când a fost mică, a fost adusă de parinții ei la Kaleido Stage să vadă spectacolul Alice în Țara Minunilor. Deși au murit puțin dupa acea vizită, Sora e inspirată de această amintire să devină membră al Kaleido Stage când devine matură. La începutul seriei, Sora e singura persoană care îl poate vedea pe Fool, Spiritul Scenei. Acesta îi va dezvălui că este născută pentru a fi pe scenă; în prima serie îi dezvăluie că va realiza Manevra Legendară, iar în seria a doua îi spune că are potențial să devină o adevarată Kaleido Star.
- Layla Hamilton este o acrobată desărvârșită și un personaj încăpățânat. Tatăl ei, deținătorul lanțurilor hoteliere Hamilton, dorește ca fiica sa să devină o actriță, îndemnând-o să renunțe la aceasta ocupație de acrobat. Layla refuză și dorește să rămână, deoarece își amintește mereu pe scenă cum iubea mama ei, Rola(în alte variante Laura) să meargă la Kaleido Stage. Se rănește la umăr în timpul antrenamentelor pentru Legendara Manevra, execută Manevra, i se spune că nu va mai putea face acrobații la Kaleido Stage, se va retrage pe Broadway, ca apoi să revina să o provoace pe Sora pentru rolul Odettei din spectacolul Lacul Lebedelor și apoi va efectua un ultim spectacol: Legenda Phoenixului.
- Mia Guillemeste o prietenă apropiată a Sorei. În al doilea episod, ea acceptă prezența Sorei la Kaleido Stage după executarea Phoenixului de Aur. Mai târziu devine persoana care va introduce mai multă literatură în Kaleido Stage, fiind scenaristă.
- Anna Heart este de asemenea o prietenă a Sorei ce o va accepta după execuția Phoenixului de Aur. Este foarte talentată, jucând în numeroase roluri serioase; își dorește să fie o comediantă la fel ca tatăl ei, Jack Barone, rugând-o câteodată pe Mia să îi introducă scene comice. Dorința îi este aproape tot timpul refuzată.
- Yuri Killian este, ca și Layla, un acrobat desăvârșit. În timpul unui flashback, aflăm că tatăl lui, Arlon Brass, moare executând Legendara Manevră, considerându-l pe Kalos principalul vinovat deoarece l-a lăsat să o execute. În cea de-a doua serie, Yuri o ajuta pe Sora la Festivalul de Circ din Paris. Este rivalul lui Leon care îl consideră ucigașul sorei sale, Sophie. Va deveni managerul Kaleido Stage, alături de Kalos.
- Fool este misteriosul Spirit al Scenei. Este de mărimea unei papusi și i se arată Sorei imediat ce apare la Kaleido Stage. El îi explică faptul că doar cei care sunt destinați să fie pe scena și își dedică inima întru totul acesteia pot să îl vadă. Mai târziu, și Layla și Rosetta pot să îl observe. Fool este cititor al viitorului posibil, spunând că deși îi poate spune lucruri cu consecințe uneori negative, acțiunile și eforturile ei pot să îi schimbe viitorul. În prima serie, acest lucru e relevat de citirea unor Carți de Tarot și, în seria a doua, prin evidențieri astrologice.
- Sarah Dupont este diva de la Kaleido Stage și managerul dormitoarelor. E dorită de numeroase companii deoarece are o voce minunată, însă e foarte devotată Kaleido Stage-ului. Este un avid fan al artelor marțiale, lucru comic în cele mai multe episoade.
- Ken Robbins este managerul scenei de la Kaleido Stage. Nu poate fi acrobat din cauza unor probleme cu inima. O admiră și iubește pe Sora, neavând însă curajul să îi spună acest lucru; totuși, aceste lucruri nu îl împiedică să o ajute, fiindu-i câteodată antrenor personal, avertizând-o de unele pericole din timpul antrenamentelor. Este și vocea rațiunii grupului.
- Kalos Eldo este șeful Kaleido Stage și sfătuitorul Sorei. Este cel care îl antrenase pe Alron Brass pentru Manevra Legendară și singurul ce poate să le spună Sorei și Laylei cum să se antreneze pentru această manevră.
- Jerry este un polițist care se autointitulează "Fanul #1" al Sorei, ajutând-o încă din primul episod. O iubește pe Kate, doctoriță din Cape Mary și a Kaleido Stage-ului, căsătorindu-se cu ea.
- Marion Benigni este fiica lui Jean, cel care lucrează la montajele scenice. Mama ei, Cynthia,artistă la trambulină, moare din cauza unui accident pe scenă.
- Jonathan este un pui de focă adus de Sora, însă neputând ține animale, încearcă să îl ascundă. Secretul e dezvăluit și, prin intermediul lui Jean, Kalos e de acord să îl țină la Kaleido Stage. Devine mascota Kaleido Stage și de-a lungul seriilor, Jonathan va lucra doar cu Marion.
- Rosetta Passel este o campioană mondială la Diabolo. Deoarece spectacolele ei la Kaleido Stage nu erau amuzante și era amenințată cu rezilierea contractului ei cu Kaleido Stage, Sora o ia sub aripa ei, învățând-o placerea și amuzamentul scenic. În schimb, Rosetta o învata Diabolo, lucru ce îi va fi de folos pentru rolul principal în Nopțile Arabe. În seria 2 Rosetta calcă pe urmele Sorei.
- May Wong este o nouă recrută ce vrea să o înlocuiască pe Sora. Se remarcă prin numeroase talente acrobatice și prin patinaj, devine partenera lui Leon Oswald în spectacolul Dracula. Totuși, în timpul unui spectacol, Leon o scapă, cauzându-i o dislocație a umărului; acest lucru îi îngăduie Sorei să obțina locul pentru Festivalul de Circ din Paris. Înțelegând că atitudinea ei egoistă și copilărească l-a determinat pe Leon să o abandoneze, refuză să renunțe la poziția ei, întrecând-o pe Sora cu un nou truc executat cu o singură mână, învingând-o în sfârșit pe Sora. Spre sfârșit, va mai înlătura din aroganță și va deveni o persoană mai bună.
- Leon Oswald este un trapezist foarte faimos care sosește în cel de-al doilea sezon. El apare ca o persoană arogantă, refuzând să presteze cu Sora deoarece nu e destul de talentată pentru el. Adevărata sa dorință, totuși, e dedicată unei promisiuni facute surorii ei muribunde, Sophie: să vadă Acrobația Îngerului, un act la trapez fără rival și frumos care l-au făcut, completă. Este rivalul lui Yuri Killian, pe care îl învinovățește de moartea Sophiei într-un accident.
- Mr. Kenneth este o persoană varstnică și reprezentantul sponsorilor scenei. De obicei este portretizat ca un producător, lucru ce îi dă puteri executive ce deseori rivalisează sau le întrec pe acelea ale lui Kalos. Are o mare experiență în show business și de obicei o ajută pe Sora. Îl cunoaște pe Ken în mod personal, însă nu îl strigă niciodată pe numele sau real.